# Halesia carolina
Halesia carolina, es una especie de planta perteneciente a la familia Styracaceae, nativa del sudeste de EE. UU.. 

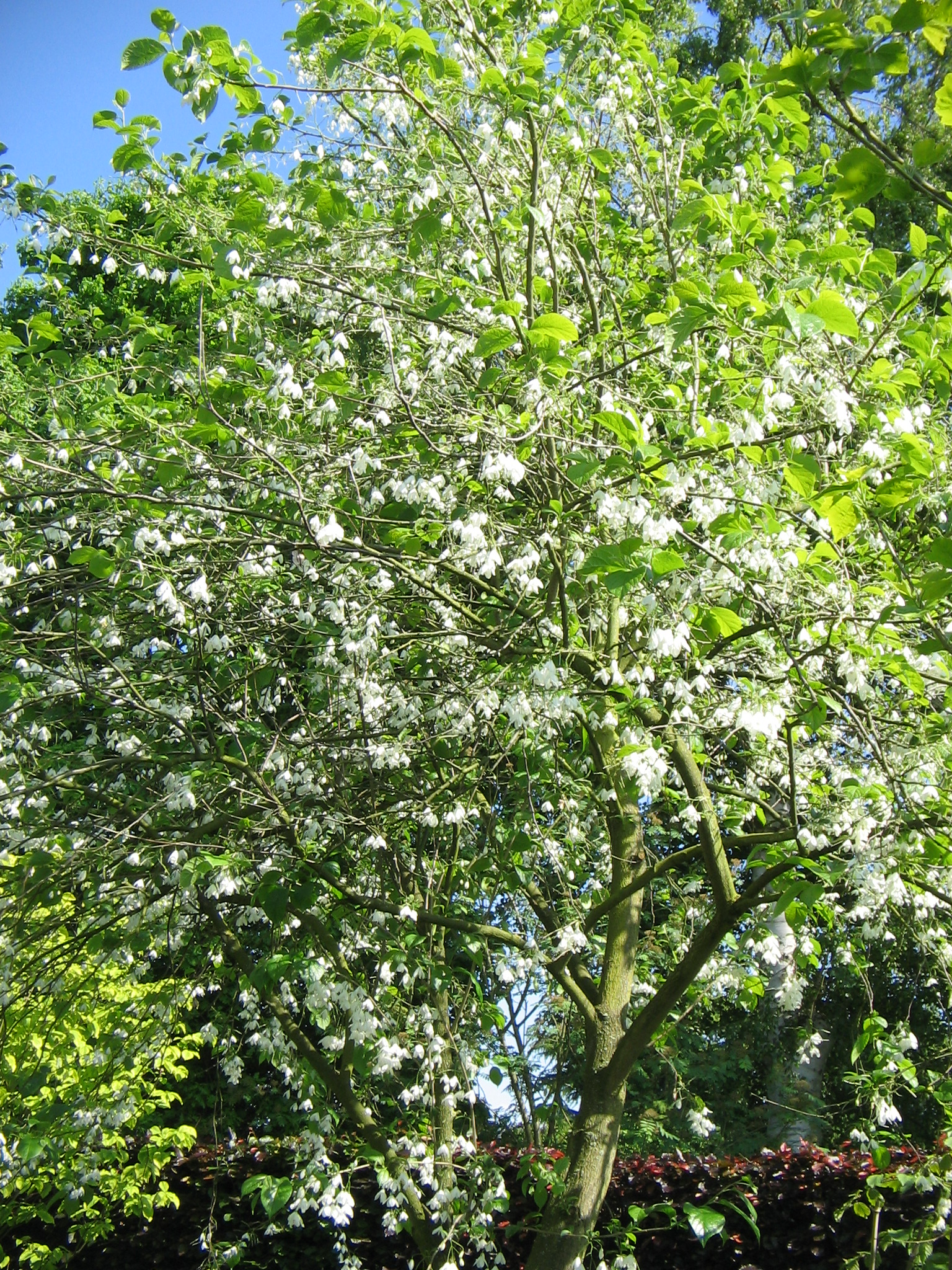
Vista de la planta

## Descripción
Es un vigorosa arbusto o árbol, de rápido crecimiento caducifolio que alcanza un tamaño de 8 m de alto por 10 m de ancho, formando grandes masas. Las flores pendientes en forma de campana, blancas que aparecen en primavera antes que las hojas. Las flores son seguidas por la fruta verde, con cuatro alas en forma de estrella que tiene un sabor un poco similar al de los guisantes. Las hojas se vuelven amarillas en otoño.

## Distribución y hábitat
El hábitat de Halesia carolina es muy restringido. Se encuentra principalmente en la península de Florida, con pequeñas poblaciones aisladas atípicas en Carolina del Sur, Georgia, Alabama, Misisipi. En la referencia citada, esta especie se conoce como Halesia parviflora.

## Cultivo
En el cultivo en el Reino Unido, H. carolina ha ganado el Premio al Mérito Garden de la Royal Horticultural Society.

## Taxonomía
Halesia carolina fue descrita por Carlos Linneo y publicado en Systema Naturae, Editio Decima 2: 1044, 1369. 1759.
Existe una gran confusión en el tratamiento de esta especie. Cuatro nombres de especies principales se han utilizado: H. carolina , H. parviflora , H. monticola y H. tetraptera. El taxón que se describe aquí, también se ha descrito como H. parviflora. Algunos botánicos han descartado el nombre de H. carolina porque el material original es visto como ambiguo, mientras que otros sostienen que el material original es esta especie, por lo que carolina se está utilizando aquí en lugar de parviflora, ya que H. carolina L. tiene clara prioridad.
Sinonimia
- Carlomohria carolina (L.) Greene	[8]
  - Mohria carolina (L.) Britton, Gard. & Forest 6: 434. 1893.
  - Mohrodendron carolinum (L.) Britton, Gard. & Forest 6: 463. 1893.
  - Carlomohria parviflora (Michx.) Greene, Erythea 1: 246. 1893.
  - Halesia meehanii Meehan, Gard. & Forest 5: 534, fig. 91. 1892.
  - Halesia monticola (Rehder) Sargent, J. Arnold Arbor. 2: 171. 1921.
  - Halesia parviflora Michx., Fl. Bor.-Amer. (Michx.) 2: 40. 1803.
  - Halesia tetraptera f. dialypetala Rehder, Mitt. Deutsch. Dendrol. Ges. 75. 1907,
  - Halesia tetraptera var. carnea Mouill., Traité Arbr. Arbust. 2: 965. 1896,
  - Halesia tetraptera var. glabrescens Lange, Bot. Tidsskr. 19: 257, fig. 1. 1894.
  - Halesia tetraptera var. grandifolia Lavallée, Énum. Arbres (dup.) 162. 1877.
  - Halesia tetraptera var. laevigata Schelle, Handb. Laubholzben. (Beissner, Schelle & Zabel) 405. 1903
  - Halesia tetraptera var. meehanii Sargent, Gard. & Forest 5: 534, fig. 91. 1892,
  - Halesia tetraptera var. parviflora (Michx.) Schelle, Handb. Laubholzben. (Beissner, Schelle & Zabel) 405. 1903.
  - Mohria parviflora (Michx.) Britton, Gard. & Forest 6: 434. 1893.
  - Mohrodendron carolinum var. meehanii (Meehan) Sudw.
  - Mohrodendron meehanii (Meehan) Sudw., U.S.D.A. Div. Forest. Bull. 14: 323. 1897.
  - Mohrodendron parviflorum (Michx.) Britton, Gard. & Forest 6: 463. 1893.[9]